# Raión de Ripky
Ripky (en ucraniano: Ріпкинський район) fue un raión o distrito de Ucrania en el óblast de Chernígov. En la reforma territorial de 2020, su territorio fue incluido en el raión de Chernígov.
Comprendía una superficie de 2105 km².
La capital era el asentamiento de tipo urbano de Ripky.

## Demografía
Según estimación 2010 contaba con una población total de 37547 habitantes.

## Otros datos
El código KOATUU es 7424400000. El código postal 15000 y el prefijo telefónico +380 4641.